# Кінологічний союз Республіки Сербської

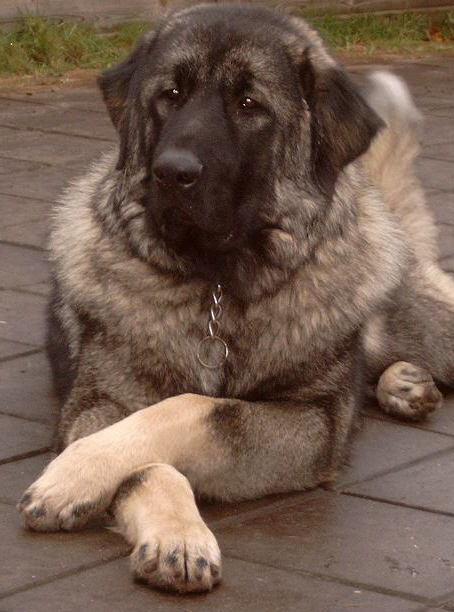
Шарпланинська вівчарка

Кінологічний союз Республіки Сербської (серб. Кинолошки савез Републике Српске), скорочено КСРС — організація, яка займається управлінням кінологічними організаціями (клубами собаківників і т.п.), організацією виставок собак, змагань і ярмарків на території Республіки Сербської. Союз співпрацює з Міністерством сільського, лісового і водного господарства Республіки Сербської, а також з Кінологічним союзом Республіки Сербія. Основні завдання — популяризація, розведення та вдосконалення кінології в Республіці. Штаб-квартира — Баня-Лука, Видовданська вулиця, б. 49.

## Історія
9 березня 1996 року відбувся установчий з'їзд членів Кінологічного союзу Республіки Сербської в Баня-Луці, а сама організація зареєстрована офіційно 9 квітня в тому ж місті. На з'їзді були присутні представники все клубів собаківництва Республіки Сербської, представники Кінологічної спілки Республіки Сербії та Югославської кінологічного союзу. Міленко Шарич був обраний президентом союзу, заступниками - Небойша Шврака та Раде Паїч, першим секретарем — Мирослав Гаїч, також як перший делегат КСРС при югославському кінологічному союзі.
Перша виставка собак пройшла в квітні 1996 року в Градішкі, друга — в травні в Бані-Луці, потім у Брчко, у вересні в Пріедорв та в жовтні в Бієліні. Перша республіканська виставка собак всіх порід пройшла в Градішкі в квітні 1997 року.

## Структура

### Керівництво
До керівного комітету Кінологічної спілки входять 7 чоловік, не враховуючи президента й заступника президента.
- Голова Керівного комітету: Мідораг Бошняк
- Заступник голови Керівного комітету: Предраг Узелац
- Голова Скупщини КСРС: Ранко Вучен
- Заступник голови Скупщини КСРС: Драган Слієпчевич
- Секретар союзу: Боян Ченич

### Комісії при союзі
- Статутна комісія Кінологічної спілки Республіки Сербської (5 постійних членів)
- Наглядова рада
- Дисциплінарна комісія

Дисциплінарний прокурор
- Комісія по кадрам і маніфестаціям
- Комісія по зв'язках з громадськістю
- Судді Кінологічної спілки Республіки

## Клуби собаківників у Республіці Сербській
- Сембер (Бієліна)
- Дервент (Дервент)
- Прим. др. Зоран Янюшевіч (Добой)
- Прієдор (Прієдор)
- Српска-Костайніца (Слабиня)
- Србац (Розбой)
- Требинє (Требинє)
- Челинаць (Челинаць)
- Баня-Лука (Баня-Лука)
- Теслич (Теслич)
- Пале (Пале)
- Клуб собаководів і любителів гончих псів
- Регіональне кінологічне товариство «Дрина» (Вишеград)
- Клуб собаководів МВС Республіки Сербської і Центр навчання службових собак (Братунац)
- Мій пес (Градишка)
- Козарська-Дубіца (Козарська-Дубіца)
- Клуб доберманів Республіки Сербської (Баня-Лука)
- Братунац (Братунац)
- Тер'єр-клуб «Козлук» (Козлук)
- Лакташі (Лакташі)
- Шапшіца (Лакташі)
- Клуб німецьких вівчарок (Баня-Лука)
- Рітривер-клуб Республіки Сербської (Баня-Лука)
- Бернардинець-клуб (Баня-Лука)